# Јекабпилс
Јекабпилс (лет. Jēkabpils, рус. Екабпилс) је значајан град у Летонији, смештен у јужном делу државе. Град чини и самосталну градску општину.

## Географија
Град Јекабпилс је смештен на југу Летоније, на путу између два најважнија града у држави, Риге и Даугавпилса. Од главног града Риге град је удаљен 140 км југоисточно.
Рељеф: Јекабпилс се налази у историјској покрајини Земгалији. Град се образовао на завоју реке Западне Двине. Налази се у равничарском подручју, на 80-85 метра надморске висине.
Клима: У Јекабпилсу влада континентална клима.
Воде: Град Јекабпилс се образовао на завојитом делу тока реке Западне Двине. Река дели град на старији, северни део Крутспилс и јужни, новији део Јекабпилс.

## Историја
Подручје Јекабпилса било је насељено још у време праисторије. Данашње насеље основали су немачки витезови тевтонци 1237. године као утврђење. Град је прикључен државној заједници Пољске и Литваније 1617. године. Руско царство заузима град 1670. године и мења му име у Јелгава. У 19. веку град доживљава привредни процват.
Јекабпилс је прикључен новооснованој Летонији 1920. године. 1940. године прикључен је СССР-у, али је ускоро пао у руке Трећег рајха (1941-44.). После рата град је био у саставу Летонске ССР, да би се поновним успостављањем летонске независности 1991. године нашао у границама Летоније. Важан догађај збио се 1962. године, када се насељу Јекабпилс придружило насеље Крустпилс на другој обали реке.

## Становништво
Са приближно 26.000 становника Јекабпилс је девети град по величини у Летонији. Међутим, од времена независности (1991. година) број становника је осетно опао (1989. - око 31 хиљада ст.). Разлога за ово је неколико - исељавање Руса и другим „совјетских“ народа у матице, одлазак младих у иностраство или Ригу због безперспективности и незапослености, негативан прираштај.
Етнички састав: Матични Летонци чине нешто више од половине градског становништва. Национални састав је следећи:
- Летонци: 60%
- Руси: 30%
- остали: 10%

## Галерија
- Градска кућа
- Манастир Руске православне цркве
- Римокатоличка црква
- Градска пијаца

## Партнерски градови
- Меле
- Соколов Подласки
- Марду
- Червјонка-Лешчини
- Лида